# 多樂星
多樂星（日语：トロットスター），是一匹日本純種競賽馬匹。生涯活躍於短途賽事，曾於2001年稱霸春秋短途賽並奪得最佳短途馬頭銜。

## 出賽前
1996年5月11日出身於北海道浦河町荻伏三好牧場，成長途中被馬主高野稔購入。
其後交由美浦訓練中心練馬師中野榮治訓練。

## 競賽生涯

### 4歲（現3歲）
1999年1月31日出戰東京競馬場的4歲新馬戰獲得第二，其後於2月20日再次出戰4歲新馬成功奪得首勝。
其後連續出線三場條件戰，分別獲得第四、第二及第一。
5月9日出戰京都四歲特別，爲其首次出戰草地賽事。比賽途中雖然以第一的位置通過第四彎道，但因於最後直路失速而以第十大敗。此戰過後，陣營發覺其耐力不足的缺點，決定安排其主要目標爲短途戰線。
確定目標後，6月出戰中日體育盃四歲錦標。比賽開始後，其處於中團位置待機，並於進入直線後發力加速，最終獲得亞軍。
放草過後進入秋季，首場賽事爲條件戰陸奧錦標，以優秀的後上勢頭輕鬆獲勝。
10月30日出戰天鵝錦標，卻因爲於直路上未能追上前方賽駒而僅獲第六。
11月27日出戰富士錦標，但表現仍然未如理想，僅獲得第四。其後更於短途馬錦標因爲未能進一步加速以獲得第七。

### 5歲（現4歲）
2000年首戰爲泥地賽事石榴石錦標，再次因未能加速以第十一大敗。
其後出戰絲路錦標，開始展現其末腳的威力，以凌厲的衝刺速度由第八追至第二，獲得亞軍。
3月26日出戰高松宮紀念，受限於馬群的阻擋，其未能成功衝出以僅獲第九。
其後出戰公開賽山彥錦標以重整姿態，獲得第二。
6月出戰安田紀念，因爲比賽初段留於中團而且直路未能有效運用抹腳速度而只獲得第五。其後8月於關屋紀念亦因相似原因落敗。
進入秋季後，其末腳能力開始變得穩定兼且成熟，先於京成盃秋季讓賽獲得第二，其後更於富士錦標由第十一加速最至第二獲得亞軍。
11月出戰公開賽黃金盃。跑出最後600米34.6秒的驚人末腳成功取勝。
其後出戰CBC賞，獲得第一人氣。比賽開始後，其處於中團位置推進，並以第八的較後位置通過最後彎道。進入直路後，其發力加速衝刺，成功追過前方包括上年度短途馬錦標冠軍黑鷹等衆多賽駒，最終以1 1/2馬位優勢奪得首個分級賽冠軍。

### 5歲[a]
2001年首戰爲絲路錦標。比賽開始後，其依然選擇採用停留中團的戰術，並以第七通過最後彎道。進入直路後，雖然其處於不利位置，但其成功由馬群當中找到縫隙竄出，最終於再次爆發末腳加速之下，以頸位壓過第二的大樹寶藏，再次奪得冠軍。
憑藉此勢頭，其出戰春季短途王者決定戰高松宮紀念。比賽開始後，由領放馬目白情人帶頭，而多樂星則處於第九左右的位置追走。進入直路後，黑鷹於外檔位置加速，並開始超越其他賽駒爬升，但此時多樂星亦於更外檔的位置發力衝刺。到達直路中段後，兩駒經已一同處於領先位置，最終由於多樂星的衝刺速度更凌厲下，其成功以1/2馬位壓過對手，不但贏得了首個一級賽冠軍，更獲得四連勝。
6月出戰安田紀念，但此戰其於直路無法加速以第十四大敗，暴露了其一哩適性不足的弱點。
安田紀念過後進入放草，備戰秋季的賽事。
9月30日出戰短途馬錦標，因爲襌宗勝者等新星的崛起，只獲得第四人氣。比賽開始後，再次由目白情人領放帶頭，多樂星則繼續施展停留中團戰術。進入直路後，馬群進入混戰，其處於內欄中央被包圍的位置。但最終，其成功加速並由馬群中央穿出，以破紀錄的1分7.0秒率先衝線，再次獲得一級賽冠軍。
11月出戰一哩冠軍賽，再次因一哩適性不足以落敗。
年末，因其年間稱霸春秋短途賽的優秀戰績，以271票當選最佳短途馬。

### 6歲
然而進入2002年後，其表現大幅倒退，不但未能勝出任何比賽，更無任何一場比賽進入三甲之內，最好成績爲於高松宮紀念獲得第五。
年末出戰CBC賞過後，陣營安排其退役，並於翌年取消日本中央競馬會的賽駒註冊。

### 詳細賽績
| 日期       | 舉辦國家 | 馬場 | 距離   | 級別 | 賽事名稱           | 負重 | 騎師     | 馬號 | 出馬 | 名次 | 時間   | 頭馬（二馬）           |
| ---------- | -------- | ---- | ------ | ---- | ------------------ | ---- | -------- | ---- | ---- | ---- | ------ | ---------------------- |
| 31/1/1999  | 日本     | 東京 | 泥1200 |      | 4歲新馬            | 55   | 藤原英幸 | 3    | 16   | 2    | 1:14.3 | Sanyu Ryu O            |
| 20/2/1999  | 日本     | 東京 | 泥1400 |      | 4歲新馬            | 55   | 藤原英幸 | 6    | 14   | 1    | 1:26.9 | （Gamba Yotchi）       |
| 13/3/1999  | 日本     | 中山 | 泥1200 |      | 4歲500萬獎金以下   | 55   | 藤原英幸 | 12   | 16   | 4    | 1:12.0 | 大樹寶藏               |
| 27/3/1999  | 日本     | 阪神 | 泥1200 |      | 4歲500萬獎金以下   | 55   | 佐藤哲三 | 11   | 16   | 2    | 1:13.1 | Pot Temoutchin         |
| 18/4/1999  | 日本     | 中山 | 泥1200 |      | 4歲500萬獎金以下   | 55   | 武豐     | 13   | 16   | 1    | 1:12.1 | （Rhythm Coda）        |
| 9/5/1999   | 日本     | 京都 | 泥2000 | GIII | 京都四歲特別       | 55   | 小島貞博 | 16   | 18   | 10   | 2:01.4 | Big Viking             |
| 12/6/1999  | 日本     | 中京 | 草1200 | GIII | 中日體育盃四歲錦標 | 55   | 藤原英幸 | 13   | 18   | 2    | 1:09.8 | Saikyo Sunday          |
| 10/10/1999 | 日本     | 福島 | 草1200 |      | 陸奧錦標           | 54   | 横山賀一 | 14   | 15   | 1    | 1:10.6 | (Carmina Burana)       |
| 30/10/1999 | 日本     | 京都 | 草1400 | GII  | 天鵝錦標           | 55   | 四位洋文 | 2    | 12   | 6    | 1:20.8 | 黑鷹                   |
| 27/11/1999 | 日本     | 東京 | 草1400 | GIII | 富士錦標           | 54   | 羅拔時   | 3    | 18   | 4    | 1:22.0 | 紅辣椒                 |
| 19/12/1999 | 日本     | 中山 | 草1200 | GI   | 短途馬錦標         | 55   | 莫狄     | 13   | 16   | 7    | 1:08.8 | 黑鷹                   |
| 9/1/2000   | 日本     | 中山 | 泥1200 | GIII | 石榴石錦標         | 55   | 藤原英幸 | 3    | 14   | 11   | 1:11.8 | Be My Nakayama         |
| 6/2/2000   | 日本     | 京都 | 草1200 | GIII | 絲路錦標           | 56   | 河内洋   | 8    | 14   | 2    | 1:09.7 | 廣受歡迎               |
| 26/3/2000  | 日本     | 中京 | 草1200 | GI   | 高松宮記念         | 57   | 後藤浩輝 | 8    | 17   | 9    | 1:09.0 | 帝皇光輝               |
| 23/4/2000  | 日本     | 福島 | 草1200 | OP   | 山彥錦標           | 55   | 横山賀一 | 9    | 12   | 2    | 1:09.8 | 大德大和               |
| 4/6/2000   | 日本     | 東京 | 草1600 | GI   | 安田記念           | 58   | 横山賀一 | 15   | 18   | 5    | 1:34.3 | 靚蝦王                 |
| 6/8/2000   | 日本     | 福島 | 草1700 | GIII | 關屋紀念           | 56   | 河内洋   | 2    | 9    | 5    | 1:43.9 | 大和德州               |
| 10/9/2000  | 日本     | 中山 | 草1600 | GIII | 京成盃秋季讓賽     | 56   | 的場均   | 10   | 10   | 2    | 1:34.6 | 印安象徵               |
| 21/10/2000 | 日本     | 東京 | 草1600 | GIII | 富士錦標           | 56   | 蛯名正義 | 9    | 16   | 2    | 1:34.0 | Daiwa Caerleon         |
| 19/11/2000 | 日本     | 東京 | 草1400 | OP   | 黃金盃             | 57   | 横山賀一 | 6    | 17   | 1    | 1:20.8 | （Machikane Hokushin） |
| 16/12/2000 | 日本     | 中京 | 草1200 | GII  | CBC賞              | 57   | 蛯名正義 | 5    | 16   | 1    | 1:07.9 | （黑鷹）               |
| 4/2/2001   | 日本     | 京都 | 草1200 | GIII | 絲路錦標           | 58   | 蛯名正義 | 2    | 14   | 1    | 1:08.7 | （大樹寶藏）           |
| 25/3/2001  | 日本     | 中京 | 草1200 | GI   | 高松宮記念         | 57   | 蛯名正義 | 12   | 18   | 1    | 1:08.4 | （黑鷹）               |
| 3/6/2001   | 日本     | 東京 | 草1600 | GI   | 安田記念           | 58   | 蛯名正義 | 1    | 18   | 14   | 1:34.4 | 黑鷹                   |
| 30/9/2001  | 日本     | 中山 | 草1200 | GI   | 短途馬錦標         | 57   | 蛯名正義 | 4    | 12   | 1    | 1:07.0 | （目白情人）           |
| 18/11/2001 | 日本     | 京都 | 草1600 | GI   | 一哩冠軍賽         | 57   | 蛯名正義 | 17   | 18   | 12   | 1:33.8 | 禪宗勝者               |
| 3/2/2002   | 日本     | 京都 | 草1200 | GIII | 絲路錦標           | 59.5 | 蛯名正義 | 14   | 16   | 6    | 1:09.0 | Gaily Flash            |
| 24/3/2002  | 日本     | 中京 | 草1200 | GI   | 高松宮記念         | 57   | 蛯名正義 | 12   | 18   | 5    | 1:09.3 | 湘南之戰               |
| 12/5/2002  | 日本     | 東京 | 草1400 | GII  | 京王盃春季盃       | 59   | 蛯名正義 | 11   | 18   | 6    | 1:20.6 | 機會之神               |
| 2/6/2002   | 日本     | 東京 | 草1600 | GI   | 安田記念           | 58   | 蛯名正義 | 7    | 18   | 14   | 1:34.3 | 喜高善                 |
| 29/9/2002  | 日本     | 新潟 | 草1200 | GI   | 短途馬錦標         | 57   | 蛯名正義 | 6    | 11   | 9    | 1:09.2 | 信念                   |
| 14/10/2002 | 日本     | 盛岡 | 草1600 | GI   | 一哩冠軍南部盃     | 56   | 後藤浩輝 | 4    | 14   | 6    | 1:39.8 | 東寶皇帝               |
| 4/11/2002  | 日本     | 盛岡 | 泥1200 | GI   | 日本育馬場盃短途賽 | 57   | 後藤浩輝 | 13   | 15   | 7    | 1:12.2 | Sterling Rose          |
| 15/12/2002 | 日本     | 中京 | 泥1200 | GII  | CBC賞              | 60   | 李慕華   | 13   | 16   | 13   | 1:10.0 | 陽光谷                 |

a 由2001年開始，日本跟隨國際馬齡顯示標準，以實歲標記馬匹

## 退役後
退役後，多樂星成爲了配種馬，於北海道浦河町日高Stallion Station休養，在2003年進行配種。首批子嗣於2004年出身。首批子嗣可於2006年出賽，2007年9月1日已經有中央的賽駒於未勝利戰取勝。
2006年被轉移至韓國濟州特別自治道西歸浦市松岳牧場繼續進行配種工作。
2015年1月15日被發現死亡，享年19歲

## 血統簡介
父系Damister爲美國生產的英國賽駒，生涯曾勝出兩次二級賽。祖父淘金者爲美國著名種馬，於近代擁有巨大影響力，和加拿大種馬北地舞人被譽爲兩大改變世界賽馬的偉大種馬。
母系Carmancita爲日本賽駒，生涯未突破條件戰級別。外祖父Wise Counsellor爲美國生產的愛爾蘭賽駒，生涯只勝出過三級賽。

### 血統表
| 父線：淘金者系（Raise a Native系） |                                |                |                |
| 種馬 Damister 1982年（棗色）       | 淘金者 1970年（棗色）          | Raise a Native | 天才舞者       |
| 種馬 Damister 1982年（棗色）       | 淘金者 1970年（棗色）          | Raise a Native | Raise You      |
| 種馬 Damister 1982年（棗色）       | 淘金者 1970年（棗色）          | Gold Digger    | Nashua         |
| 種馬 Damister 1982年（棗色）       | 淘金者 1970年（棗色）          | Gold Digger    | Sequence       |
| 種馬 Damister 1982年（棗色）       | Batucada 1969年（棗色）        | Roman Line     | Roman          |
| 種馬 Damister 1982年（棗色）       | Batucada 1969年（棗色）        | Roman Line     | Lurline B.     |
| 種馬 Damister 1982年（棗色）       | Batucada 1969年（棗色）        | Whistle a Tune | Double Jay     |
| 種馬 Damister 1982年（棗色）       | Batucada 1969年（棗色）        | Whistle a Tune | Siama          |
| 繁殖雌馬 Carmancita 1989年（栗色） | Wise Counsellor 1983年（棗色） | 聲稱           | Hoist the Flag |
| 繁殖雌馬 Carmancita 1989年（栗色） | Wise Counsellor 1983年（棗色） | 聲稱           | Princess Pout  |
| 繁殖雌馬 Carmancita 1989年（栗色） | Wise Counsellor 1983年（棗色） | Quarrel        | Raise a Native |
| 繁殖雌馬 Carmancita 1989年（栗色） | Wise Counsellor 1983年（棗色） | Quarrel        | Rhubarb        |
| 繁殖雌馬 Carmancita 1989年（栗色） | Glow Dic 1982年（栗色）        | Dictus         | Sanctus        |
| 繁殖雌馬 Carmancita 1989年（栗色） | Glow Dic 1982年（栗色）        | Dictus         | Doronic        |
| 繁殖雌馬 Carmancita 1989年（栗色） | Glow Dic 1982年（栗色）        | Shin Lucky     | 新山           |
| 繁殖雌馬 Carmancita 1989年（栗色） | Glow Dic 1982年（栗色）        | Shin Lucky     | Tajima Lucky   |
| 雌系：號族：7-c                    |                                |                |                |
| 五代內近親交配：{{{cross}}}        |                                |                |                |

## 命名由來
名字中，Trot（トロット）於英語中有馬蹄聲的意思，香港取音譯，翻譯为「多樂」，Star（スター）即是星星。

## 外部連結
- 多樂星 netkeiba.com （页面存档备份，存于）
- 血統表 （页面存档备份，存于）